# Werner Brozović
Werner Brozović, hrvaško-slovenski pevec zabavne glasbe, * 13. januar 1970, Selce, Hrvaška.

## Življenjepis
Kariero je pričel na Hrvaškem, kjer je sodeloval z avtorji, kot sta Đorđe Novković in Ivo Lesić. Sodeloval je na številnih festivalih, kot so Splitski festival, Zagreb fest, Zlata palma, Melodije Istre in Kvarnerja ... Leta 1993 je zaradi oddaje Poglej in zadeni prišel v Slovenijo, kjer je ostal.
Napisal je več pesmi za ustvarjalce, kot so: Helena Blagne, Natalija Kolšek, Natalija Verboten, Marjan Zgonc ... Po tretjem slovenskem albumu je postal tudi producent.

### Televizija
Leta 2018 je z Gordano Grandošek Whiddon nastopil v drugi sezoni šova Zvezde plešejo.

### Zasebno
Živi v Logatcu. S soprogo Andrejo imata hčer. Njegova mati Darja je iz Litije, oče Dušan pa iz Selc na Hrvaškem, ima 9 let starejšega brata Duška. 

## Diskografija
- Raspukla se zemlja / Ljubim te, sliko ‎(single, Jugoton, 1990) / ZagrebFest '90 (zvijezde koje dolaze)
- Čuvajte je anđeli ‎(LP, Jugoton, 1991, LP-6 2028832)
- Bilo je to na valentinovo ‎(kaseta, Croatia Records, 1993)
- Werner ‎(CD, kaseta, 1993)
- Limbo Dance ‎(CD, kaseta, Croatia Records, 1994)
- Simpatija ‎(CD, kaseta, Megaton Records, 1995)
- Super Mix ‎(CD, kaseta, Megaton Records, 1997)
- Sam ‎(CD, kaseta, Megaton Records, 1998)
- Meni si sojena ‎(CD, Mandarina, 1998)
- Z vami za vedno ‎(CD, kaseta, Menart, 1999)
- Za ljubezen ‎(CD, Menart, 2000)
- Rana ‎(CD, Menart, 2001)
- V srcu mojem je Slovenija ‎(CD, Menart, 2002)
- Ženska ‎(CD, Menart, 2004)
- Hej mala opala ‎(CD, Menart, 2005)
- Najlepši dueti ‎(CD, Menart, 2006)
- Največji hiti - 12 največjih hitov ‎(CD, Menart, 2006)
- Werner 2007 ‎(CD, Menart, 2006)
- Križ na duši ‎(CD, Kaori, 2013)
- Lom (CD, Dallas, 2019)